# Teatre de Lindos
El Teatre de Lindos és un jaciment arqueològic de l'Illa de Rodes, a Grècia. L'edifici està situat a 59 metres del nivell del mar. Al voltant del teatre es veuen els turons al nord-est i la plana del sud-oest, mentre que al sud-est hi ha el mar El punt més alt proper al teatre està a 321 peus per sobre del nivell del mar i es troba a 1,4 km a l'oest.
A la zona el clima és moderat, la temperatura mitjana és de 21 graus centígrads, el mes més calorós és el juliol i el més fred el febrer; el més plujós el desembre i el més sec l'agost.